# Réclainville
Réclainville is een gemeente in het Franse departement Eure-et-Loir (regio Centre-Val de Loire) en telt 142 inwoners (2005). De plaats maakt deel uit van het arrondissement Chartres.

## Geografie
De oppervlakte van Réclainville bedraagt 10,0 km², de bevolkingsdichtheid is 14,2 inwoners per km².
De onderstaande kaart toont de ligging van Réclainville met de belangrijkste infrastructuur en aangrenzende gemeenten.

## Demografie
Onderstaande figuur toont het verloop van het inwonertal (bron: INSEE-tellingen).